# Симпсоны (сезон 5)
Пятый сезон «Симпсонов» был показан на телеканале Fox в период с 30 сентября 1993 по 19 мая 1994 года и состоит из 22 эпизодов.

## Список серий
| № общий | № в сезоне | Название | Режиссёр        | Автор сценария                                                                         | Дата премьеры    | Произв. код | Зрители в США (млн) |
| --- | ---------- | --- | --------------- | -------------------------------------------------------------------------------------- | ---------------- | ----------- | ------------------- |
| 82 | 1          | «Квартет Гомера» «Homer’s Barbershop Quartet»                                                                           | Марк Киркленд   | Джефф Мартин                                                                           | 30 сентября 1993 | 9F21        | 19,9                |
| Гомер вспоминает о том, как когда-то он выступал в группе, и рассказывает об этом детям. Приглашённые звезды: Джордж Харрисон, Дэвид Кросби и группа «The Dapper Dans». |            | |                 |                                                                                        |                  |             |                     |
| 83 | 2          | «Мыс страха» «Cape Feare»                                                                                               | Рич Мур         | Джон Витти                                                                             | 7 октября 1993   | 9F22        | 20                  |
| Барт начинает получать записки с угрозами по почте, написанные кровью, некто грозится убить его. Тем временем Боба выпускают из тюрьмы, и Барт понимает, что Боб не успокоится, пока не убьёт его. Семья Симпсонов вступает в программу переселения свидетелей и переезжает в озерный городок под фамилией Томпсоны. Но Боба это не остановило… Приглашённые звезды: Кэлси Грэммер. |            | |                 |                                                                                        |                  |             |                     |
| 84 | 3          | «Гомер поступает в колледж» «Homer Goes to College»                                                                     | Джим Рирдон     | Конан О’Брайен                                                                         | 14 октября 1993  | 1F02        | 18,1                |
| На электростанцию со внезапной проверкой квалификации персонала прибывает комиссия по атомной энергетике. Гомера тоже подвергают проверке. Он себя показывает не с лучшей стороны, и Бёрнсу ставят ультиматум: либо на него заводят дело, либо Симпсон проходит курс по физике. Бернс устраивает Гомера, не желая «загреметь», в Спрингфилдский университет. |            | |                 |                                                                                        |                  |             |                     |
| 85 | 4          | «Бутон розы» «Rosebud»                                                                                                  | Уэсли Арчер     | Джон Шварцвельдер                                                                      | 21 октября 1993  | 1F01        | 19,5                |
| Мистер Бёрнс вспоминает о своей любимой игрушке детства — плюшевом медвежонке Бобо. По удивительным обстоятельствам игрушка обнаруживается у Мегги Симпсон, которая отдавать её категорически отказывается. Приглашённые звезды: группа «The Ramones». |            | |                 |                                                                                        |                  |             |                     |
| 86 | 5          | «Дом ужасов 4» «Treehouse of Horror IV»                                                                                 | Дэвид Силверман | Конан О’Брайен, Грег Дэниелс, Дэн МакГрат Билл Оукли, Джош Вайнштейн и Билл Кентербери | 28 октября 1993  | 1F04        | 24                  |
| «The Devil and Homer Simpson» (с англ. — «Дьявол и Гомер Симпсон») — Гомер продаёт за пончик свою душу дьяволу-Фландерсу. «Terror at 5½ Feet» (с англ. — «Полуторный кошмар») — Барт пытается спасти школьный автобус от гремлина… «Bart Simpson’s Dracula» (с англ. — «Барт Симпсон — дракула») — Во время визита семьи Симпсона к мистеру Бёрнсу оказывается, что последний – вампир. Приглашённые звезды: Фрэнк Уилкер и Фил Хартман. |            | |                 |                                                                                        |                  |             |                     |
| 87 | 6          | «Мардж в бегах» «Marge on the Lam»                                                                                      | Марк Киркленд   | Билл Кентербери                                                                        | 4 ноября 1993    | 1F03        | 21,7                |
| Мардж даёт деньги на пожертвование для общественного телевидения и выиграла два билета на балет, но Гомер застревает в двух торговых автоматах. Мардж предлагает Рут Пауэрс пойти с ней на балет. Прихватив её для комплекта, она неожиданно находит в Рут интересную собеседницу. Безобидная дружба оборачивается стрельбой из пистолета по антикварным консервным банкам, гонкой от всей полиции Спрингфилда на угнанной машине и падением в ущелье, забитое мусором. Приглашённые звезды: Джордж Финнеман, Памела Рид и Фил Хартман.                                                                                         |            | |                 |                                                                                        |                  |             |                     |
| 88 | 7          | «Внутренний ребёнок Барта» «Bart’s Inner Child»                                                                         | Боб Андерсон    | Джордж Мейер                                                                           | 11 ноября 1993   | 1F05        | 18,7                |
| В Спрингфилде появляется психолог по имени Бред Гудман. Он проводит лекцию на тему «Как избавиться от стресса», рассказывает горожанам, что главное — внутренняя свобода, и приводит в пример Барта в качестве человека, свободного от комплексов. После его выступления горожане начинают жить под девизом «Делай что хочешь» и копировать во всем поведение Барта… Приглашённые звезды: Джеймс Браун, Альберт Брукс и Фил Хартман. |            | |                 |                                                                                        |                  |             |                     |
| 89 | 8          | «Бойскауты в районе» «Boy-Scoutz ’n the Hood»                                                                           | Джеффри Линч    | Дэн МакГрат                                                                            | 18 ноября 1993   | 1F06        | 20,1                |
| Барт случайно попадает в отряд бойскаутов. Одним из испытаний является сплав по реке с Гомером и двумя Фландерсами. Зная Гомера, становится ясно, что Барта ждёт множество приключений. Приглашённые звезды: Эрнест Борджинни. |            | |                 |                                                                                        |                  |             |                     |
| 90 | 9          | «Последнее искушение Гомера» «The Last Temptation of Homer»                                                             | Карлос Баэза    | Фрэнк Мула                                                                             | 9 декабря 1993   | 1F07        | 20,6                |
| Департамент труда вынуждает АЭС принять на работу женщину, которую зовут Минди Симмонс. Гомер влюбляется в свою новую сотрудницу. Чувствуя вину перед Мардж, он избегает Минди и пытается порвать отношения с ней, но вместо этого узнаёт, что они имеют много общего и идеально подходят друг другу. Вскоре Бёрнс отправляет Гомера и Минди в столицу на ежегодный съезд энергетиков, где супружеская верность Гомера подвергается серьёзному испытанию… Приглашённые звезды: Мишель Пфайфер, Вернер Клемперер и Фил Хартман.                                                                                                  |            | |                 |                                                                                        |                  |             |                     |
| 91 | 10         | «$прингфилд или легальные азартные игры» «$pringfield (Or, How I Learned to Stop Worrying and Love Legalized Gambling)» | Уэсли Арчер     | Билл Оукли и Джош Вайнштейн                                                            | 16 декабря 1993  | 1F08        | 17,9                |
| В Спрингфилде легализуют азартные игры. Всем, даже Мардж, идея нравится. Мистер Бёрнс вместе с мэром Куимби вместе создают казино, в котором Гомер становится дилером блек-джека. Когда Мардж ждёт конца смены Гомера и находит двадцать пять центов, на которые играет в игровом автомате. Она выигрывает и становится зависимой от азартных игр. Тем временем, Барт создаёт в своём домике на дереве собственное казино для друзей. А Мистер Бёрнс становится ещё богаче и начинает вести себя, как Говард Хьюз. Приглашённые звезды: Роберт Гоулет и Джерри Куни.                                                            |            | |                 |                                                                                        |                  |             |                     |
| 92 | 11         | «Гомер и комитет бдительности» «Homer the Vigilante»                                                                    | Джим Рирдон     | Джон Шварцвельдер                                                                      | 6 января 1994    | 1F09        | 20,1                |
| По Спрингфилду прокатывается серия ограблений, организованных Спрингфилдским взломщиком, касающаяся и семьи Симпсонов. В ответ на ограбления жители Спрингфилда вооружаются и устанавливают новые защитные устройства. Благодаря Фландерсу создан «Комитет бдительности», лидером которой избирают Гомера. Приглашённые звезды: Сэм Нейл. |            | |                 |                                                                                        |                  |             |                     |
| 93 | 12         | «Барт стал знаменитым» «Bart Gets Famous»                                                                               | Сьюзи Диттер    | Джон Шварцвелдер                                                                       | 3 февраля 1994   | 1F11        | 20                  |
| Барт едет на скучную экскурсию на картонную фабрику. Он убегает с фабрики, чтобы попасть на студию 6 канала, где встречается с клоуном Красти и становится его помощником. Но очень скоро он сам прославляется на телевидении благодаря фразе «Я нечаянно» (англ. «I didn’t do it»). Приглашённые звезды: Конан О'Брайен. |            | |                 |                                                                                        |                  |             |                     |
| 94 | 13         | «Гомер и Апу» «Homer and Apu»                                                                                           | Марк Киркленд   | Грег Дэниелс                                                                           | 10 февраля 1994  | 1F10        | 21,8                |
| Апу продает в своем магазине «На скорую руку» просроченные продукты, опасные для здоровья. Не зная этого, Гомер покупает их и оказывается на больничной койке с отравлением. В результате Апу лишается работы и поселяется в доме Симпсонов, мечтая при этом вернуться в свой магазин… Приглашённые звезды: Джеймс Вудс. |            | |                 |                                                                                        |                  |             |                     |
| 95 | 14         | «Лиза против Малибу Стэйси» «Lisa vs. Malibu Stacy»                                                                     | Джеффри Линч    | Билл Оукли и Джош Вайнштейн                                                            | 17 февраля 1994  | 1F12        | 19,9                |
| В продаже в Спрингфилде появляется обновленная кукла Малибу Стэйси, которая научилась «говорить». Все девочки в Спрингфилде счастливы — за исключением Лизы; она считает, что Стэйси, не способная ни на что, кроме глупой болтовни, внушает детям ложные идеалы. Лиза решает что-то с этим делать и производит свою версию куклы. Приглашённые звезды: Кэйтлин Тёрнер. |            | |                 |                                                                                        |                  |             |                     |
| 96 | 15         | «Гомер в глубоком космосе» «Deep Space Homer»                                                                           | Карлос Баэза    | Дэвид Миркин                                                                           | 24 февраля 1994  | 1F13        | 18.2                |
| Гомер мечтает стать космонавтом. К счастью, руководство НАСА решает ради поднятия своих рейтингов отправить в космос простого американца и эта роль достаётся Гомеру Симпсону! Приглашённые звезды: Базз Олдрин и Джеймс Тэйлор. |            | |                 |                                                                                        |                  |             |                     |
| 97 | 16         | «Гомер любит Фландерса» «Homer Loves Flanders»                                                                          | Уэсли Арчер     | Дэвид Ричардсон                                                                        | 17 марта 1994    | 1F14        | 18                  |
| Спрингфилд накрыла футбольная лихорадка. Вот-вот должен состояться матч года между командами Шелбивилля и Спрингфилда. По стечению обстоятельств последние два билета на матч остаются у Неда Фландерса, и он решает пойти на футбол вместе с Гомером. После матча Нед дарит Гомеру футбольный мяч, который ему передал один из игроков. Гомер так растроган щедростью Неда, что забывает про свою неприязнь к нему. Теперь семье Фландерсов предстоит выдержать самое сложное испытание в их жизни — дружбу Гомера Симпсона.                                                                                                   |            | |                 |                                                                                        |                  |             |                     |
| 98 | 17         | «Барт получает слона» «Bart Gets an Elephant»                                                                           | Джим Рирдон     | Джон Шварцвельдер                                                                      | 31 марта 1994    | 1F15        | 17                  |
| На местной радиостанции KBBL проводится конкурс: диджеи звонят по случайному номеру и предлагают угадать задуманную ими фразу. Победитель получит на выбор 10 000 долларов или «дурацкий приз». Звонок раздаётся и у Симпсонов. Трубку поднимает Барт и угадывает фразу. Диджеи предлагают ему на выбор деньги или приз — африканского слона. Барт выбирает слона, и в доме у Симпсонов появляется ещё одно животное — Стэмпи. |            | |                 |                                                                                        |                  |             |                     |
| 99 | 18         | «Наследник Бёрнса» «Burns’ Heir»                                                                                        | Марк Киркленд   | Джейс Ричдейл                                                                          | 14 апреля 1994   | 1F16        | 14,7                |
| Бёрнс чувствует, что уже не молод, и хочет найти наследника — ребёнка, которому он мог бы завещать своё состояние. Однако конкурс, проведённый у него дома, показывает, что никто из претендентов не достоин быть наследником. Один из провалившихся конкурсантов — Барт Симпсон. Оскорблённый выходками Бёрнса, он начинает дебоширить в его поместье. Бёрнс взирает на это с умилением. Чувствуя, что Барт идеально похож на него самого в молодости, он делает Барта своим наследником. Это негативно сказывается на отношениях Барта со своей семьей. Приглашённые звезды: Фил Хартман.                                     |            | |                 |                                                                                        |                  |             |                     |
| 100 | 19         | «Сладкая песня Сеймура Скиннера» «Sweet Seymour Skinner’s Baadasssss Song»                                              | Боб Андерсон    | Билл Оукли и Джош Вайнштейн                                                            | 28 апреля 1994   | 1F18        | 19,7                |
| Барт приводит на урок «Покажи и расскажи» свою собаку Маленького Помощника Санты. Его презентация на уроке была хорошо принята классом, но закрытый в кладовке Маленький Помощник Санты проникает в школьную вентиляцию. Директор Скиннер поручает поимку пса садовнику Вилли, пёс пойман, но вентиляционный короб под тяжестью Вилли падает на Чалмерса и тот увольняет Скиннера и вместо него делает директором Фландерса. В школе происходят значительные изменения. Приглашённые звезды: Фрэнк Уилкер. |            | |                 |                                                                                        |                  |             |                     |
| 101 | 20         | «Мальчик, который знал слишком много» «The Boy Who Knew Too Much»                                                       | Джеффри Линч    | Джон Шварцвельдер                                                                      | 5 мая 1994       | 1F19        | 15,5                |
| Барту очень не хотелось сидеть в школе, и поэтому мальчик написал записку от стоматолога. Но он оказывается в довольно затруднительной ситуации — Барт становится свидетелем инцидента на вечеринке Квимби — младшего и теперь должен выбрать между правдой и молчанием, ведь за первое ему светит крупное наказание от Скиннера, уверенного в том, что Барт прогулял занятия. Приглашённые звезды: Фил Хартман. |            | |                 |                                                                                        |                  |             |                     |
| 102 | 21         | «Возлюбленный леди Бувье» «Lady Bouvier’s Lover»                                                                        | Уэсли Арчер     | Билл Оукли и Джош Вайнштейн                                                            | 12 мая 1994      | 1F21        | 15,1                |
| Симпсоны решили взять на день рождения Мэгги Абрахама и Жаклин. Встретившись на первом дне рождения Мэгги, Абрахам Симпсон и Жаклин Бувье обнаруживают, что у них много общего. Они отправляются на танцы, где появляется невероятно экстравагантный для своих лет владелец Спрингфилдской атомной электростанции — миллиардер Чарльз Монтгомери Бёрнс и отбивает у Эйба его подругу. Мардж искренне жалеет как мать, так и Эйба. Тем временем Бёрнс делает Жаклин предложение. К счастью, свадьба расстраивается благодаря вмешательству Эйба. В итоге Жаклин решает ни за кого не выходить замуж, что вполне устраивает Эйба. |            | |                 |                                                                                        |                  |             |                     |
| 103 | 22         | «Секреты успешного брака» «Secrets of a Successful Marriage»                                                            | Карлос Баэза    | Грег Дэниелс                                                                           | 19 мая 1994      | 1F20        | 15,6                |
| Гомер решает стать преподавателем во взрослой школе, подобно своим знакомым друзьям. Его предмет — «Секреты удачного брака». Но как учитель Гомер — не очень. Поэтому-то он начинает рассказывать всякие интимные секреты себя и Мардж. Однако последней это не очень нравится… |            | |                 |                                                                                        |                  |             |                     |